# 任容妃 (明熹宗)
任容妃，明熹宗妃，魏忠贤的侄外孙女，一说为义女，史书载其为「丽而狡」。
任氏长得美丽而聰明，天启年初，就因美貌初封容妃，天啟五年因生獻懷太子朱慈炅，被封皇贵妃。
明朝灭亡，任容妃逃离了皇宫。李自成率部攻陷北京后，宫中大乱，懿安皇后闻变自缢，而任氏盛妆出迎，称自己乃天启皇后，当即被义军带走。后在义军仓卒撤退时，她挟金宝逃脱，与京中少年私奔至数百里外，因二人均不善谋生，所携财物耗尽后，她无奈之下又告诉别人自己乃先朝皇后，乡人立即禀报地方官，被押送至京城，明朝太監王永寿曾受命在一旁辨认。後被順治帝赐死。